# Gräberfeld von Orraryd
Das Gräberfeld von Orraryd (schwedisch Orraryds gravfält) liegt westlich von Nöbbele in der Gemeinde Växjö in der Provinz Småland in Schweden und ist mit seinen 400 × 140 m eines der größten in Kronobergs län. 
Das Gräberfeld liegt auf einer niedrigen, langgestreckten Moräne, nördlich der alten Straße durch Orraryd. Vermutlich war es größer und ist von einer nahe gelegenen Kiesgrube beschädigt worden. Es besteht aus über 180 Monumenten, darunter sind: 116 runde und flache, 25 schiffsförmige, 18 quadratische und acht rechteckige und eine dreieckige Steinsetzung, sieben Treudds und sechs Rösen. Viele haben Randsteine, Mittelblöcke und Bautasteine, einige sind unbestückt. Die Vielfalt der Formen ist typisch für das Värend.
Die Mehrheit der Anlagen stammt aus dem späten Eisenzeit. Die Rösen sind möglicherweise bronzezeitlich oder früheisenzeitlich. 